# Fora de Controle
Fora de Controle é uma série de televisão brasileira que foi exibida pela RecordTV, a estreia da série foi dia 8 de maio de 2012. Escrita por Gustavo Reiz e Marcílio Moraes, teve direção de Johnny Araújo e Daniel Rezende. É uma produção da Gullane em coprodução com Grifa Filmes. A cada episódio tem 52 minutos de duração. A série foi reprisada pelo Universal Channel.
Milhem Cortaz, Rafaella Mandelli e Claudio Gabriel interpretam os personagens principais. A primeira temporada contou com quatro episódios.

## Enredo
"Fora de Controle" é um seriado policial sobre o instigante universo das investigações policiais na cidade do Rio de Janeiro.
Um policial anti-herói que dialoga com as regras impostas pelo sistema.
Em cada episódio, um crime é investigado e resolvido, mostrando como o funcionamento da cidade interliga todos os tipos de moradores e visitantes.

## Elenco
| Ator             | Personagem                |
| ---------------- | ------------------------- |
| Milhem Cortaz    | Delegado Jorge Medeiros   |
| Rafaela Mandelli | Inspetora Clarice Queiroz |
| Cláudio Gabriel  | Inspetor Gaspar Brandão   |

## Participações especiais

### 1º episódio
Exibição original: 8 de maio de 2012
| Ator               | Personagem       |
| ------------------ | ---------------- |
| Anna Cotrim        | Sandra Viana     |
| Giuseppe Oristânio | Delegado Antônio |
| Nathália Limaverde | Tamires Viana    |
| Lorena Comparato   | Juliana          |
| Antonio Saboia     | Augusto Camurca  |
| Clemente Viscaíno  | Henrique Camurca |
| Lênin Maranhão     | João Taxista     |
| Alice Assef        | Perita Ângela    |
| Gabrielle Lopez    | Lilian           |

### 2º episódio
Exibição original: 15 de maio de 2012
| Ator               | Personagem             |
| ------------------ | ---------------------- |
| Anna Cotrim        | Sandra Viana           |
| Giuseppe Oristânio | Delegado Antônio       |
| Natalia Lima       | Tamires Viana          |
| Tammy Di Calafiori | Diana                  |
| Bruno Padilha      | Bernardo               |
| Sylvio Senges      | Felipe Bastos          |
| Paulo Lontra       | Roni                   |
| Cássio Inácio      | Barman                 |
| Rubens Sant'Anna   | Besouro                |
| Emiliano Ruschel   | Carranca               |
| Gustavo Duque      | Márcio                 |
| Luiz Machado       | João Advogado          |
| Henrique Pires     | Advogado de Bernardo   |
| Raoni Seixas       | Perito Bastos          |
| Rosa Nogueira      | Enfermeira do hospital |

### 3º episódio
Exibição original: 22 de maio de 2012
| Ator                | Personagem       |
| ------------------- | ---------------- |
| José Dumont         | Moacir           |
| Liliana Castro      | Virgínia         |
| Marcello Gonçalves  | Calota           |
| Eduardo Semerjian   | Carlos de Araújo |
| Marcos Breda        | Olavo            |
| Cris Broilo         | Lara Coutinho    |
| Christiano Cochrane | Tomás Valverde   |
| Shirley Cruz        | Kelly            |
| Luis Andrarreis     | Mendonça         |
| Fernando Daghlian   | Repórter         |
| Maria Mônica Passos | Dona Zilda       |
| Atualpa Frota       | Porteiro Valter  |
| Gustavo Sabatiê     | Rapaz produção   |

### 4º episódio
Exibição original: 24 de maio de 2012
| Ator               | Personagem               |
| ------------------ | ------------------------ |
| Clarisse Abujamra  | Letícia                  |
| José Dumont        | Moacir                   |
| Sílvia Salgado     | Serena                   |
| João Sabiá         | Deputado Osório Espínola |
| Marcello Gonçalves | Calota                   |
| Pierre dos Santos  | Bagana                   |
| Paulo Azevedo      | Eunésio                  |
| Val Perré          | Severino                 |
| Pablo Sobral       | Cara do Calota           |
| Rodney Pereira     | Quinzão                  |
| Luciano Vidigal    | Sílvio                   |
| Fernanda Badauê    | Atendente da delegacia   |
| Vandré Silveira    | Dançarino                |
| Ziza Brisola       | Mulher de Eunésio        |
| Fernando Daghlian  | Repórter                 |
| Sandrah Guimarães  | Mulher de Sílvio         |
| Andrea Gomes       | Cozinheira Cida          |

## Reprises
Foi reexibida na íntegra pela emissora Canal Brasil de 23 de abril de 2021 a 14 de maio de 2021, com exibição de sexta às 22h30.
Foi reexibida mais uma vez no Canal Brasil de 18 de fevereiro de 2022 a 11 de maio de 2022, com exibição de sexta às 22h30.
Foi reexibida pelo canal Universal Channel.

## Audiência
| Data de Exibição   | Horário | Audiência |
| ------------------ | ------- | --------- |
| 8 de maio de 2012  | 23:30   | 6.0       |
| 15 de maio de 2012 | 23:30   | 6.0       |
| 22 de maio de 2012 | 23:30   | 5.0       |
| 24 de maio de 2012 | 23:30   | 5.0       |
| Média              | Média   | 5.5       |

## Prêmios e Indicações
| Ano  | Prêmio                                            | Categoria   | Indicado      | Resultado | Ref.  |
| ---- | ------------------------------------------------- | ----------- | ------------- | --------- | ----- |
| 2014 | TELAS - Festival Internacional de TV de São Paulo | Melhor ator | Milhem Cortaz | Venceu    | [ 8 ] |